# Алиев, Мурат Абдувалиевич
Мурат Абдувалиевич Алиев (10 декабря 1948 — 17 июля 2020) — советский и кыргызский кинооператор, постановщик высшей категории Киностудии «Кыргызфильм», заслуженный деятель культуры Киргизской Республики (2011).

## Биография
Мурат Абдувалиевич родился 10 декабря 1948 года в городе Нарын, Нарынская область, Республика Кыргызстан. В 1966 году начинает свою профессиональную деятельность в качестве ассистента кионооператора на киностудии «Кыргызфильм»
В 1979 году он окончил кинооператорский факультет ВГИКа.
С начала 80-х годов на киностудии «Кыргызфильм» он работал в качестве кинооператора-постановщика кинофильмов «Первый», «Снайперы», «Восхождение на Фудзияму», «Великий Шелковый путь». Снял более 30 хроникально-документальных фильмов в качестве режиссера-оператора.
Мурат Алиев проработал в качестве кинооператора-постановщика в Казахстане - на киностудии «Казахфильм», где снял более 10 художественных кинофильмов. В 2013 году Мурат Алиев стал номинантом на премию Азиатско-Тихоокеанской Киноакадемии «за Лучшую операторскую работу» в фильме Шал («Казахфильм») и принят в члены Азиатско-Тихоокеанской Киноакадемии.
Высокий уровень кинооператорского мастерства Алиев проявил на съемках исторического фильма Курманжан датка режиссера Садыка Шер Нияза. Фильм стал призером многих международных кинофестивалей и имел зрительский успех.
За заслуги в развитии кыргызской кинематографии и искусства республики, многолетний плодотворный труд, в честь 70-летия кыргызского национального кино в 2011 году Мурату Алиеву было присвоено почетное звание заслуженного деятеля культуры Кыргызской Республики, в 2017 году он был удостоен Государственной премии имени Токтогула за фильм Курманжан Датка, награждён медалью «Данк» (2015), Почётной грамотой Киргизской Республики (2006).

## Фильмография
- 2018 — «Көк бөрү» — (режиссёр Руслан Акун)
- 2015 — «Жат» — «Казахфильм» (режиссёр Е. Турсунов)
- 2014 — «Курманжан Датка» — (режиссёр Садык Шер-Нияз)
- 2012 — «Шал» — «Казахфильм (режиссер Е. Турсунов)
- 2010 — «Глазами призрака» — к/к «Ибрус» Азербайджан (режиссёр Рустам Ибрагимбеков)
- 2008 — «Келин» «Казахфильм» (режиссёр Е. Турсунов)
- 2007 — «Чтение Петрарки» — «Кыргызфильм» (режиссёр Н. Абдыкадыров)
- 2007 — «Мустафа Шокай» — 1-я серия «Казахфильм» (режиссёр С. Нарымбаев)
- 2006 — «Прощай, южный город» — «Азербайджанфильм» Киностудия «Ибрус» (режиссёр О. Сафаралиев)
- 2006 — «Курак корпе» «Казахфильм» (режиссёр Р. Абдрашев)
- 2006 — «Час волка» «Казахфильм» (режиссёр А.Альпиев)
- 2005 — «Кек» (Месть) — «Казахфильм» (режиссёр Д. Манабай), специальный приз МКФ «Евразия». Алматы
- 2004 — «Ночной блюз» — «Казахфильм» (режиссёр А. Чатаев)
- 2004 — «Дом у соленого озера» — «Казахфильм» (режиссёры А. Ашимов, И. Вовнянко)
- 2003 — «Облако» — «Кыргызфильм» (режиссёр Э. Салиев)
- 1990-91 — «Великий шелковый путь» — 2 серии. «Кыргызфильм» совместно с «Асахи симбун» (Япония) (режиссёр К. Акматалиев)
- 1989 — «Восхождение на Фудзияму» — 2 серии. «Кыргызфильм» (режиссёр Б. Шамшиев)
- 1985 — «Снайперы» — «Казах фильм» (режиссёр Б. Шамшиев)
- 1984 — «Первый» — «Кыргызфильм» (режиссёр Г. Базаров)
- 1979 — «Весенняя радуга» — «Кыргызтелефильм» (режиссёр К. Акматалиев)
- 1978 — «Среди людей» — «Кыргызфильм» (второй оператор)

Свыше тридцати хроникально-документальных фильмов.